# Histoire d'un silence
Pour les articles homonymes, voir Silence.
Histoire d'un silence. Pédophilie à Lyon : Une catholique raconte est un essai, paru en 2016, d'Isabelle de Gaulmyn,  rédactrice en chef du journal La Croix. La postface est de Bertrand Virieux, cofondateur de l'association La Parole libérée. Isabelle de Gaulmyn y relate son  enquête sur le silence de l'Église catholique, des victimes et de leur entourage dans les affaires de pédophilie du prêtre Bernard Preynat et de non-dénonciation de ces actes par l’archevêque de Lyon Philippe Barbarin.

## Présentation

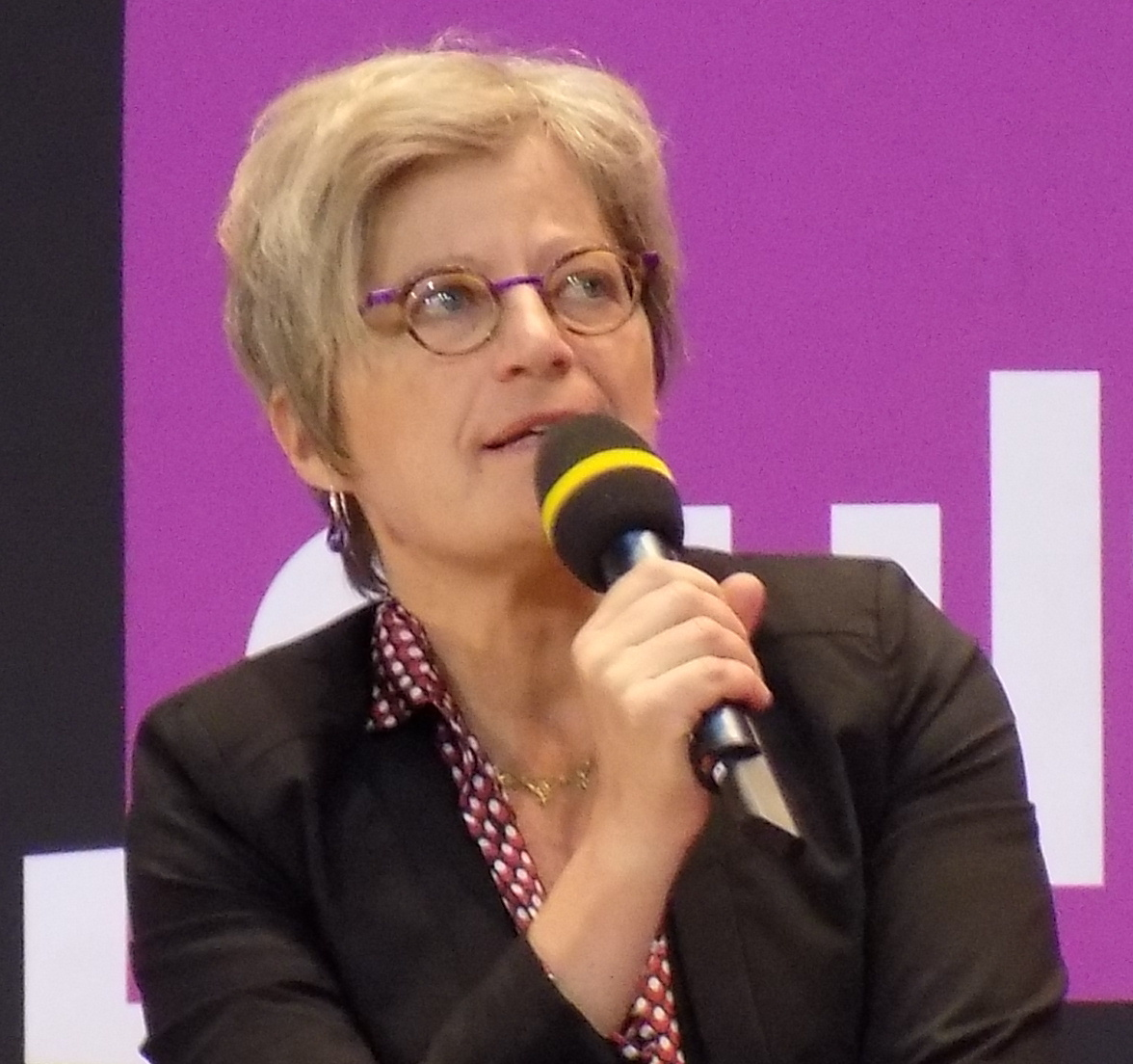
Isabelle de Gaulmyn en 2015.

Isabelle de Gaulmyn est, à l’époque des actes du prêtre Bernard Preynat, dans la troupe de scouts dirigée par celui-ci. Elle participe pendant quatre ans aux activités du groupe scout de la paroisse de Sainte-Foy-lès-Lyon. Mais étant une petite fille, elle n’a pas subi les agressions du prêtre et n’a pas compris ce que les garçons subissaient. Elle présente l'affaire Bernard Preynat vue de l'intérieur de l'Église . Son enquête traite en particulier du « long silence des familles » et de la volonté du diocèse de Lyon à ne pas retirer ses responsabilités éducatives à un prêtre pédophile. Elle décortique les raisons de ce silence collectif qui permit au pédophile d'échapper à la justice jusqu'en 2015. Isabelle de Gaulmyn considère que l'« impunité dont a bénéficié le père Preynat est le fait des évêques » qui se sont succédé à la tête de l'archidiocèse de Lyon. En juin 2016, un rapport judiciaire indique que le diocèse avait connaissance de la présence de prêtres pédophiles depuis 1978. Néanmoins Isabelle de Gaulmyn indique qu’il s’agit aussi de la responsabilité de l’ensemble de la communauté catholique : « Pendant 25 ans, nous avons tous préféré nous taire » .
En écoutant une victime elle comprend que ce silence est lié à une peur cachée, un « handicap profond » qui rendait difficile toute expression pour faire éclater la vérité.
Isabelle de Gaulmyn  indique que « Dans sa propension à considérer comme un péché tout ce qui touche à la sexualité, on peut se demander si l'Église ne finit pas par aplatir notre échelle de valeur [...] Si tout est péché, finalement rien ne l'est ». 
Isabelle de Gaulmyn révèle dans son ouvrage avoir alerté le cardinal Philippe Barbarin des actes pédophile de Bernard Preynat vers 2004 -2005 à la suite d'une information reçue du père Alain Boy. Elle savait, comme de nombreux Lyonnais, ce qui se disait dans le clergé du diocèse : Preynat « tripotait » les jeunes garçons ce qui expliquait les déplacements du prêtre. Or Philippe Barbarin a indiqué être informé des comportements pédophiles de Bernard Preynat uniquement en 2007,,. La journaliste précise que  Philippe Barbarin « reconnaît volontiers son manque de réactivité » , il pensait « l'affaire traitée par ses prédécesseurs ». Avec ce silence Isabelle de Gaulmyn considère que l'Église lyonnaise « s'est mise du côté des accusés ».

## Accueil critique
Pour le théologien François Euvé, l'auteure axe son ouvrage sur l'omerta qui entoure cette affaire de pédophilie, le livre n’est pas un réquisitoire mais permet de réfléchir. François Euvé compare le film Grâce à Dieu à cet essai qui « apporte des éléments qui aident à mieux ressentir les enjeux profonds de ce qui se passe ».
Pour le philosophe Paul Thibaud, Isabelle de Gaulmyn est de celles qui participent au renouveau de l'Église avec cette enquête sans concession.

### Note
1. ↑   Philippe Barbarin est condamné en première instance en mars 2019 pour ne pas avoir signalé à la justice les agissements pédocriminels du prêtre Bernard Preynat. Les juges de la cour d’appel de Lyon annulent sa condamnation en prononçant sa relaxe le 30 janvier 2020.

## À voir